# Kilkare Woods
Kilkare Woods (Língua inglesa: floresta Kilkare) é uma comunidade não-incorporada localizada no Estado americano da Califórnia, no Condado de Alameda.

## Demografia
De acordo com o censo de 2000, a populacion é de 773.
Línguas maternas da população é de:
- 96% Língua inglesa
- 3% Língua hindi
- 1% Língua castelhana

## Citação
1. ↑  «Censo 2000 americano». 19 de março de 2008. Consultado em 20 de março de 2008. Arquivado do original em 1 de agosto de 2008